# Manuel Benet
Manuel Benet Ponce (n. Valencia; octubre de 1897), pintor español. Estudió en la Escuela Superior de Bellas Artes de San Carlos de Valencia. Fue miembro del Grupo Z.
Obtuvo diferentes premios por su trabajo, como la Medalla de Plata en la Exposición del Real Círculo Artístico de Barcelona en el año 1918, el premio nacional de  grabado de 1931.
En 1963 era profesor de dibujo del Instituto Lluís Vives de Valencia. Su hijo Manuel Benet Novella, también pintor, trabajó además de escenógrafo en Televisión Española.

## Exposiciones
En 1938 y 1940 en The Art Institute of Chicago.
En 1963 expuso en la galería Estil de Valencia